# Boston Patriots 1964
La stagione 1964 dei Boston Patriots è stata la quinta della franchigia nell'American Football League e la quarta con Mike Holovak come capo-allenatore.. La squadra concluse con un bilancio di dieci vittorie, tre sconfitte e un pareggio, al secondo posto della AFL Eastern division. 

## Roster
- LB Tom Addison

- DT Houston Antwine

- LB  Nick Buoniconti

- HB Ron Burton

- WR/K/DB Gino Cappelletti

- DB Dave Cloutier

- WR Jim Colclough

- FB/HB Jim Crawford

- DE/DT Bob Dee

- T/DT Jerry DeLucca

- LB Mike Dukes

- DE Larry Eisenhauer

- LB Lonnie Farmer

- DB Dick Felt

- HB J.D. Garrett

- HB Larry Garron

- WR Art Graham

- DB Ron Hall

- T Ray Lardani

- DT/DE Jim Hunt

- T/G Charley Long

- LB/C Don McKinnon

- C Jon Morris

- G Billy Neighbors

- T/DT Don Oakes

- DB Ross O'Hanley

- QB Babe Parilli

- DT Jess Richardson

- TE Tony Romeo

- LB Jack Rudolph

- C/T/G Bob Schmidt

- DB Chuck Shonta

- WR Al Snyder

- TE/DB Thomas Stephens

- G Len St. Jean

- G Dave Watson

- DB Don Webb

- T/C Bob Yates

- QB/P/HB Tom Yewcic

- TE Nick Marchese

## Calendario
| Turno | Avversario            | Risultato          | Stadio               | Record             | Pubblico           |
| ----- | --------------------- | ------------------ | -------------------- | ------------------ | ------------------ |
| 1     | at Oakland Raiders    | V: 17–14           | Frank Youell Field   | 1–0–0              | 21,126             |
| 2     | at San Diego Chargers | V: 33–28           | Balboa Stadium       | 2–0–0              | 20,568             |
| 3     | New York Jets         | V: 26–10           | Fenway Park          | 3–0–0              | 22,716             |
| 4     | at Denver Broncos     | V: 39–10           | Mile High Stadium    | 4–0–0              | 15,485             |
| 5     | San Diego Chargers    | S: 26–17           | Fenway Park          | 4–1–0              | 35,096             |
| 6     | Oakland Raiders       | P: 43–43           | Fenway Park          | 4–1–1              | 23,279             |
| 7     | Kansas City Chiefs    | V: 24–7            | Fenway Park          | 5–1–1              | 27,400             |
| 8     | at New York Jets      | S: 35–14           | Shea Stadium         | 5–2–1              | 45,003             |
| 9     | Houston Oilers        | V: 25–24           | Fenway Park          | 6–2–1              | 28,161             |
| 10    | at Buffalo Bills      | V: 36–28           | War Memorial Stadium | 7–2–1              | 42,308             |
| 11    | Denver Broncos        | V: 12–7            | Fenway Park          | 8–2–1              | 24,979             |
| 12    | at Houston Oilers     | V: 34–17           | Jeppesen Stadium     | 9–2–1              | 17,560             |
| 13    | at Kansas City Chiefs | V: 31–24           | Municipal Stadium    | 10–2–1             | 13,166             |
| 14    | Settimana di pausa    | Settimana di pausa | Settimana di pausa   | Settimana di pausa | Settimana di pausa |
| 15    | Buffalo Bills         | L: 24–14           | Fenway Park          | 10–3–1             | 38,021             |

## Classifiche
| AFL Eastern Division | AFL Eastern Division | AFL Eastern Division | AFL Eastern Division | AFL Eastern Division | AFL Eastern Division | AFL Eastern Division | AFL Eastern Division | AFL Eastern Division | AFL Eastern Division |
|                      | V                    | S                    | P                    | %                    | DIV                  | PF                   | PS                   | Str.                 |                      |
| -------------------- | -------------------- | -------------------- | -------------------- | -------------------- | -------------------- | -------------------- | -------------------- | -------------------- | -------------------- |
| Buffalo Bills        | 12                   | 2                    | 0                    | .857                 | 5–1                  | 400                  | 242                  | W2                   |                      |
| Boston Patriots      | 10                   | 3                    | 1                    | .769                 | 4–2                  | 365                  | 297                  | L1                   |                      |
| New York Jets        | 5                    | 8                    | 1                    | .385                 | 2–4                  | 278                  | 315                  | L3                   |                      |
| Houston Oilers       | 4                    | 10                   | 0                    | .286                 | 1–5                  | 310                  | 355                  | W2                   |                      |

Nota: Le partite pareggiate non vennero conteggiate a fini delle classifiche fino al 1972.